# Ahmed Mushaima
Ahmed Ali Al-Mushaima (13 dicembre 1982) è un calciatore bahreinita, portiere del Mirbat SC.

## Carriera

### Club
Ha giocato bahreinita e omanita.

### Nazionale
Ha giocato la sua unica partita con la maglia della Nazionale nel 2010.